# Leuris Pupo
Leuris Pupo Requejo (Holguín, 9 de abril de 1977) é um atirador olímpico cubano, campeão olímpico.

## Carreira
Leuris Pupo representou Cuba nas Olimpíadas, de 2000 a 2012, conquistou a medalha de ouro na pistola de tiro rápido 25m, em 2012.